# منتخب نيوزيلندا لكرة القدم
 منتخب نيوزيلندا لكرة القدم (بالإنجليزية: New Zealand national football team)‏ و(بالماورية: He papa whutupaoro a-motu o Aotearoa‏) هو ممثل نيوزيلندا الرسمي في رياضة كرة القدم. شارك المنتخب في نهائيات كأس العالم مرتين، أول مرة كانت في 1982، ثم غاب عن النهائيات حتى تأهل إلى بطولة 2010. حصل على لقب القارة 6 مرات من أصل 11 مشاركة، ولعب في كأس القارات 4 مرات كممثل لقارة أوقيانوسيا.